# Hongkong az 1996. évi nyári olimpiai játékokon
Hongkong az egyesült államokbeli Atlantában megrendezett 1996. évi nyári olimpiai játékok egyik részt vevő nemzete volt. Az országot az olimpián 10 sportágban 25 sportoló képviselte, akik összesen 1 érmet szereztek.

## Érmesek
| Érem  | Versenyző                   | Sportág    | Versenyszám         |
| ----- | --------------------------- | ---------- | ------------------- |
| Arany | Léj Laj-szán (Lee Lai Shan) | Vitorlázás | Női szörfvitorlázás |

## Asztalitenisz
Férfi
| Versenyző                                     | Versenyszám | Csoportkör | Csoportkör | Nyolcaddöntő      | Negyeddöntő       | Elődöntő          | Döntő             | Helyezés |
| Versenyző                                     | Versenyszám | Ellenfél Eredmény | Hely.      | Ellenfél Eredmény | Ellenfél Eredmény | Ellenfél Eredmény | Ellenfél Eredmény | Helyezés |
| --------------------------------------------- | ----------- | --- | ---------- | ----------------- | ----------------- | ----------------- | ----------------- | -------- |
| Lou Chűn-szung (Lo Chuen Tsung)               | Egyes       | E csoport · Sibutani Hirosi (JPN) · 0:2 · Jörg Roßkopf (GER) · 0:2 · Guillermo Muñoz (MEX) · 2:0                                                                                          | 3.         | kiesett           | kiesett           | kiesett           | kiesett           | 33.      |
| Chan Kong Wah Lou Chűn-szung (Lo Chuen Tsung) | Páros       | D csoport · Észak-Korea (PRK) · Cshö Gjongszob · I Gunszang · 2:1 · Jamaica (JAM) · Michael Hyatt · Stephen Hylton · 2:0 · Franciaország (FRA) · Damien Éloi · Jean-Philippe Gatien · 0:2 | 2.         |                   | kiesett           | kiesett           | kiesett           | 9.       |

Női
| Versenyző                                            | Versenyszám | Csoportkör | Csoportkör | Nyolcaddöntő                                   | Negyeddöntő                                                                                  | Elődöntő          | Döntő             | Helyezés |
| Versenyző                                            | Versenyszám | Ellenfél Eredmény | Hely.      | Ellenfél Eredmény                              | Ellenfél Eredmény                                                                            | Ellenfél Eredmény | Ellenfél Eredmény | Helyezés |
| ---------------------------------------------------- | ----------- | --- | ---------- | ---------------------------------------------- | -------------------------------------------------------------------------------------------- | ----------------- | ----------------- | -------- |
| Chan Tán-löü (Chan Tan Lui)                          | Egyes       | O csoport · Monica Doti (BRA) · 2:0 · Tóth Krisztina (HUN) · 2:1 · Lily Hugh-Yip (USA) · 2:0                                                                                             | 1.         | Lijuan Geng (CAN) · 14–21, 21–17, 21–11, 21–14 | Csen Csing (TPE) · 12–21, 15–21, 19–21                                                       | kiesett           | kiesett           | 5.       |
| Chaj Pou-vá (Chai Po Wa)                             | Egyes       | E csoport · Fabiola Ramos (VEN) · 2:0 · Mirjam Hooman-Kloppenburg (NED) · 2:0 · Adriana Năstase-Simion-Zamfir (ROU) · 2:1                                                                | 1.         | Kim Hjonhi (PRK) · 16–21, 20–22, 21–14, 20–22  | kiesett                                                                                      | kiesett           | kiesett           | 9.       |
| Chan Tán-löü (Chan Tan Lui) Chaj Pou-vá (Chai Po Wa) | Páros       | C csoport · Peru (PER) · Eliana González · Milagritos Gorriti · 2:0 · Svédország (SWE) · Åsa Svensson · Pernilla Pettersson · 2:0 · Észak-Korea (PRK) · Kim Hjonhi · Tu Dzsongszil · 0:2 | 1.         |                                                | Dél-Korea (KOR) · Kim Mugjo (Kim Mu-gyo) · Pak Kjonge (Park Gyeong-ae) · 18–21, 13–21, 13–21 | kiesett           | kiesett           | 5.       |

## Atlétika
Női
| Versenyző     | Versenyszám | Előfutam | Előfutam | Előfutam | Elődöntő | Elődöntő | Elődöntő | Döntő   | Döntő    |
| Versenyző     | Versenyszám | Idő      | Hely.    | Össz.    | Idő      | Hely.    | Össz.    | Idő     | Helyezés |
| ------------- | ----------- | -------- | -------- | -------- | -------- | -------- | -------- | ------- | -------- |
| Chan Sau Ying | 100 m gát   | 13,63    | 7.       | 38.      | kiesett  | kiesett  | kiesett  | kiesett | kiesett  |

## Cselgáncs
Női
| Versenyző | Versenyszám | Selejtező              | Nyolcaddöntő      | Negyeddöntő       | Elődöntő          | Vigaszág első kör | Vigaszág negyeddöntő | Vigaszág elődöntő | Bronz- mérkőzés   | Döntő             | Helyezés |
| Versenyző | Versenyszám | Ellenfél Eredmény      | Ellenfél Eredmény | Ellenfél Eredmény | Ellenfél Eredmény | Ellenfél Eredmény | Ellenfél Eredmény    | Ellenfél Eredmény | Ellenfél Eredmény | Ellenfél Eredmény | Helyezés |
| --------- | ----------- | ---------------------- | ----------------- | ----------------- | ----------------- | ----------------- | -------------------- | ----------------- | ----------------- | ----------------- | -------- |
| Wu Ching  | Váltósúly   | Hajer Tbessi (TUN) · V | kiesett           | kiesett           | kiesett           |                   |                      |                   |                   |                   | 20.      |

## Evezés
Férfi
| Versenyző   | Versenyszám  | Előfutam | Előfutam | Vigaszág | Vigaszág | Elődöntő | Elődöntő | Elődöntő | Döntő | Döntő   | Döntő | Helyezés |
| Versenyző   | Versenyszám  | Idő      | Hely.    | Idő      | Hely.    | Típus    | Idő      | Hely.    | Típus | Idő     | Hely. | Helyezés |
| ----------- | ------------ | -------- | -------- | -------- | -------- | -------- | -------- | -------- | ----- | ------- | ----- | -------- |
| Michael Tse | Egypárevezős | 8:11,51  | 5.       | 8:31,41  | 4.       | C/D      | 7:51,15  | 5.       | D     | 8:06,43 | 3.    | 21.      |

## Kerékpározás

### Országúti kerékpározás
Férfi
| Versenyző   | Versenyszám   | Idő           | Helyezés      |
| ----------- | ------------- | ------------- | ------------- |
| Wong Kam Po | Mezőnyverseny | nem ért célba | nem ért célba |

## Műugrás
Férfi
| Versenyző | Versenyszám        | Selejtező | Selejtező | Elődöntő | Elődöntő | Döntő   | Döntő    |
| Versenyző | Versenyszám        | Pont      | Helyezés  | Pont     | Helyezés | Pont    | Helyezés |
| --------- | ------------------ | --------- | --------- | -------- | -------- | ------- | -------- |
| Ng Sui    | Egyéni toronyugrás | 273,30    | 33.       | kiesett  | kiesett  | kiesett | kiesett  |

## Sportlövészet
Férfi
| Versenyző      | Versenyszám | Selejtező | Selejtező | Döntő   | Döntő    |
| Versenyző      | Versenyszám | Pont      | Helyezés  | Pont    | Helyezés |
| -------------- | ----------- | --------- | --------- | ------- | -------- |
| Cheng Shu Ming | Trap        | 114       | 49.*      | kiesett | kiesett  |

* - hat másik versenyzővel azonos eredményt ért el

## Tollaslabda
| Versenyző                         | Versenyszám  | Selejtező                                                                            | Nyolcaddöntő      | Negyeddöntő       | Elődöntő          | Döntő             | Helyezés |
| Versenyző                         | Versenyszám  | Ellenfél Eredmény                                                                    | Ellenfél Eredmény | Ellenfél Eredmény | Ellenfél Eredmény | Ellenfél Eredmény | Helyezés |
| --------------------------------- | ------------ | ------------------------------------------------------------------------------------ | ----------------- | ----------------- | ----------------- | ----------------- | -------- |
| Chan Siu Kwong He Thim            | Férfi páros  | Nagy-Britannia (GBR) · Chris Hunt · Simon Archer · 11–15, 12–15                      | kiesett           | kiesett           | kiesett           | kiesett           | 17.      |
| Chan Ngój-méj (Chan Oi Ni) Tim He | Vegyes páros | Dél-Korea (KOR) · Kil Jonga (Gir Yeong-a) · Kim Dongmun (Kim Dong-mun) · 6–15, 10–15 | kiesett           | kiesett           | kiesett           | kiesett           | 17.      |

## Úszás
Férfi
| Versenyző | Versenyszám    | Előfutam | Előfutam | Előfutam | Döntő   | Döntő   | Döntő   | Helyezés |
| Versenyző | Versenyszám    | Idő      | Hely.    | Össz.    | Típus   | Idő     | Hely.   | Helyezés |
| --------- | -------------- | -------- | -------- | -------- | ------- | ------- | ------- | -------- |
| Li Arthur | 50 m gyors     | 23,77    | 2.       | 42.      | kiesett | kiesett | kiesett | kiesett  |
| Li Arthur | 100 m gyors    | 51,84    | 3.       | 42.      | kiesett | kiesett | kiesett | kiesett  |
| Li Arthur | 100 m pillangó | 56,92    | 4.       | 50.      | kiesett | kiesett | kiesett | kiesett  |
| Kwok Mark | 400 m gyors    | 4:02,68  | 5.       | 29.      | kiesett | kiesett | kiesett | kiesett  |
| Kwok Mark | 200 m pillangó | 2:04,01  | 1.       | 34.      | kiesett | kiesett | kiesett | kiesett  |
| Kwok Mark | 200 m vegyes   | 2:07,61  | 8.       | 29.      | kiesett | kiesett | kiesett | kiesett  |
| Kwok Mark | 400 m vegyes   | 4:31,13  | 7.       | 20.      | kiesett | kiesett | kiesett | kiesett  |

Női
| Versenyző   | Versenyszám | Előfutam | Előfutam | Előfutam | Döntő   | Döntő   | Döntő   | Helyezés |
| Versenyző   | Versenyszám | Idő      | Hely.    | Össz.    | Típus   | Idő     | Hely.   | Helyezés |
| ----------- | ----------- | -------- | -------- | -------- | ------- | ------- | ------- | -------- |
| Pang Snowie | 100 m mell  | 1:16,02  | 4.       | 41.      | kiesett | kiesett | kiesett | kiesett  |

## Vitorlázás
Férfi
| Versenyző                     | Versenyszám     | Futam | Futam | Futam | Futam | Futam | Futam    | Futam | Futam | Futam | Futam | Futam | Pontszám | Helyezés |
| Versenyző                     | Versenyszám     | 1     | 2     | 3     | 4     | 5     | 6        | 7     | 8     | 9     | 10    | 11    | Pontszám | Helyezés |
| ----------------------------- | --------------- | ----- | ----- | ----- | ----- | ----- | -------- | ----- | ----- | ----- | ----- | ----- | -------- | -------- |
| Wong Sam                      | Szörfvitorlázás | 18    | (39)  | 26    | 30    | 21    | (47 PMS) | 16    | 23    | 22    |       |       | 156,0    | 28.      |
| Andrew Gooding Andrew Service | 470-es osztály  | (37)  | 34    | (35)  | 30    | 30    | 25       | 35    | 31    | 34    | 35    | 22    | 276,0    | 26.      |

Női
| Versenyző                    | Versenyszám     | Futam | Futam | Futam | Futam | Futam | Futam | Futam | Futam | Futam | Futam | Futam | Pontszám | Helyezés |
| Versenyző                    | Versenyszám     | 1     | 2     | 3     | 4     | 5     | 6     | 7     | 8     | 9     | 10    | 11    | Pontszám | Helyezés |
| ---------------------------- | --------------- | ----- | ----- | ----- | ----- | ----- | ----- | ----- | ----- | ----- | ----- | ----- | -------- | -------- |
| Léj Laj-szán (Lee Lai Shan)  | Szörfvitorlázás | 3     | 2     | 2     | 2     | 4     | 2     | (7)   | 1     | (28*) |       |       | 16,0     |          |
| Cheung Mei Han Tung Chun Mei | 470-es osztály  | 19    | (22)  | (23)  | 18    | 13    | 21    | 20    | 22    | 15    | 19    | 17    | 164,0    | 20.      |

Nyílt
| Versenyző | Versenyszám | Futam | Futam | Futam | Futam | Futam | Futam | Futam | Futam | Futam | Futam | Futam | Pontszám | Helyezés |
| Versenyző | Versenyszám | 1     | 2     | 3     | 4     | 5     | 6     | 7     | 8     | 9     | 10    | 11    | Pontszám | Helyezés |
| --------- | ----------- | ----- | ----- | ----- | ----- | ----- | ----- | ----- | ----- | ----- | ----- | ----- | -------- | -------- |
| Yang Fung | Laser       | 44    | 33    | (47)  | 39    | 46    | 43    | 44    | 29    | (47)  | 43    | 36    | 357,0    | 46.      |

* - nem indult